# Juan de Acevedo (fraile)
Juan de Acevedo (1551-1624), fue un fraile franciscano nacido en Navarra, España. Se trasladó a América en 1592 y residió con los mayas de la península de Yucatán, durante  más de treinta años.
Estudió y aprendió a la perfección la lengua maya aprovechando ese conocimiento para adentrarse profundamente en la cultura maya. Es considerado como uno de los primeros mayistas junto con otros frailes franciscanos que catequizaron a los habitantes de la península de Yucatán: Diego de Landa, Antonio de Ciudad Real, Juan Coronel y Bernardino de Valladolid, entre otros.
Fue fundador del convento de La Mejorada, en la ciudad de Mérida, Yucatán.
Murió en Mérida, el 18 de marzo de 1624

## Obras
Autor entre otras obras de :
- Arte de la lengua de los yucatanos.
- Miscelánea maya.